# Zlatko Saračević
Zlatan "Zlatko" Saračević (Banja Luka, 1961. július 5. – Korpona, 2021. február 21.) olimpiai és világbajnok jugoszláv, majd horvát válogatott kézilabdázó, edző.

## Pályafutása
Saračević szülővárosában, Banja Lukában kezdett kézilabdázni, az RK Borac Banja Luka csapatában, amely a 70-es években stabil szereplője volt az európai kupasorozatoknak. 1987-ben igazolt a Medveščak Zagreb csapatába, amellyel kétszeres jugoszláv kupagyőztes lett. 1990-től hét szezont francia csapatokban töltött, ahol egy alkalommal lett a francia bajnokság gólkirálya, illetve az USAM Nîmes csapatával kétszeres francia bajnok lett.
1997-től három szezont a Badel Zagreb csapatában játszott. Ezalatt három bajnoki címet szerzett, a Bajnokok Ligájában pedig kétszer döntőbe jutott, de mindkét alkalommal vereséget szenvedett az FC Barcelonától. 1999-ben és 2000-ben a BL gólkirálya lett.
2000-ben igazolt a Fotex Veszprémhez. A veszprémi csapattal kétszeres magyar bajnok lett, illetve a 2002-ben Bajnokok Ligájában ismét döntőbe tudott jutni, de ezúttal is ezüstérmet szerzett, a döntőben a német SC Magdeburg bizonyult jobbnak csapatánál. Ebben a szezonban a 63 találattal csapat legeredményesebbje volt, BL góllövőlistájának második helyén végzett.
Játékos pályafutását 2003-ban fejezte be az RK Zamet csapatában. 2002. december 14-én a horvát csapattal az EHF-kupa 3. fordulójának első mérkőzésén a Dinamo Asztrahány 10 góllal legyőzte az RK Zametet, a visszavágó 4 gólos horvát vezetésnél az első félidő utolsó perceiben Saračević és az ellenfél egyik játékosa, Vitalij Andronov összeverekedett egymással. A verekedéshez aztán több játékos és vezető is csatlakozott, így a mérkőzést félbe kellett szakítani.
1981-ben a megnyerte a junior világbajnokságot a jugoszláv válogatottal. Az 1986-os világbajnokság döntőjében a magyar válogatottat legyőzve lett világbajnok. 1988-ban részt vett a jugoszláv válogatottal az olimpián, ahol a bronzmérkőzést a magyar csapat ellen megnyerve lett bronzérmes. Az 1996-os atlantai olimpián a horvát csapat tagjaként olimpiai bajnok lett.
Miután játékosként visszavonult, edzősködni kezdett, többek között Magyarországon is dolgozott, a 2004–2005-ös szezonban a Nyíregyházi KC-t irányította. 2017-2018 között a horvát szövetségi kapitány, Lino Červar munkáját másodedzőként segítette. 2017 novemberében kinevezték a horvát bajnok RK Zagreb vezetőedzőjévé. Az idény közben átvett csapattal Saračević megnyerte a horvát bajnokságot, a SEHA-ligában pedig döntőig vezette együttesét, ahol kétgólos vereséget szenvedett az RK Vardar Szkopje csapatától. A Bajnokok Ligájában az RK Zagreb azonban csoport utolsóként végzett, így nem jutott a legjobb 16 közé az egyenes kieséses szakaszba, emiatt a szezon végén távoznia kellett a csapattól. 2018 nyarától a horvát női bajnoki címvédő RK Podravka Koprivnica csapatát irányítja.
2021. február 21-én, a Lokomotiva Zagreb elleni mérkőzés után gépkocsijával a csapat egyik játékosát vitte haza, amikor az egyik kereszteződésnél rosszul lett és a kiérkező mentők már nem tudták újraéleszteni. A hivatalos állásfoglalás szerint szívrohamot kapott.

## Sikerei

### Játékosként
- Olimpiai bajnok: 1996
  - Bronzérmes: 1988
- Világbajnokság győztese: 1986
  - Ezüstérmes: 1995
- Európa-bajnokság bronzérmese: 1994

- Jugoszláv kupa győztes: 1989, 1990
- Francia bajnokság győztese: 1991, 1993
- Horvát bajnokság győztese: 1998, 1999, 2000
- Magyar bajnokság győztese: 2001, 2002
- Bajnokok Ligája döntős: 1998, 1999, 2002

- Bajnokok Ligája gólkirálya: 1999, 2000
- Francia bajnokság gólkirálya: 1991

### Edzőként
RK Zagreb
- Horvát bajnokság győztese: 2018
- SEHA-liga döntős: 2018